# Học kỳ sinh tử
Học kỳ sinh tử (tiếng Hàn: 방과 후 전쟁활동, tiếng Anh: Duty After School) là một bộ phim truyền hình trực tuyến của Hàn Quốc năm 2023 với sự tham gia của Shin Hyun-soo, Lee Soon-won, Kwon Eun-bin, Kim Ki-hae, Kim Min-chul, Kim So-hee, Kim Su-gyeom, Kim Jung-lan, Moon Sang-min, Shin Myung-sung, Shin Soo-hyun, Shin Hye-ji, Ahn Da-eun, Ahn Do-gyu, Yeo Joo-ha, Oh Se-eun, Woo Min-gyu, Yoon Jong-bin, Lee Yeon, Ji Min-hyuk, Choi Moon-hee, Hong Sa-bin, Hwang Se-in góp mặt trong dàn diễn viên. Dựa trên webtoon cùng tên của Ha Il-kwon, sau đó được xuất bản dưới dạng webtoon trên Naver Webtoon. Phim được công chiếu lần đầu trên TVING vào ngày 31 tháng 3 năm 2023, lúc 16:00 (KST). Bộ phim cũng có sẵn để phát trực tuyến trên Viki và Viu ở các khu vực được chọn. Tại Việt Nam, bộ phim được phát sóng độc quyền trên nền tảng TV360.

## Tổng quan
Bộ phim được chia thành hai phần: Phần 1 được phát sóng vào ngày 31 tháng 3 năm 2023, trong khi Phần 2 được phát sóng vào ngày 21 tháng 4 năm 2023.
| STT    | Số tập | Ngày phát sóng           |
| ------ | ------ | ------------------------ |
| Phần 1 | 6      | Ngày 31 tháng 3 năm 2023 |
| Phần 2 | 4      | Ngày 21 tháng 4 năm 2023 |

## Tóm tắt nội dung
Học kỳ sinh tử kể về câu chuyện của các học sinh cuối cấp tại trường trung học Seongjin bắt đầu một 'cuộc chiến thực sự', không phải kỳ thi tuyển sinh đại học mà để chống lại sự tấn công của một sinh vật bí ẩn. Vì sự xuất hiện của những quả cầu không xác định những thanh thiếu niên phải cầm súng thay vì cầm bút và chiến đấu một cách tuyệt vọng trong tình huống tồi tệ nhất từ trước đến nay.

## Diễn viên

### Vai chính
- Shin Hyun-soo vai Lee Chun-ho, một Trung úy và chỉ huy trung đội của Lớp 3–2. Ban đầu anh ấy cứng rắn với học sinh nhưng lại ấm áp với họ và quan tâm đến họ hơn bất kỳ ai khác..[10]
- Lee Soon-won vai Kim Won-bin, một trung sĩ là trợ lý trung thành của Lee Chun-ho. Dù mới 21 tuổi nhưng trông anh già hơn rất nhiều nên thường bị học sinh trêu chọc vì ngoại hình..[10]
- Kwon Eun-bin vai Yeon Bo-ra, một học sinh Lớp 3–2 với tính cách thẳng thắn và nóng nảy. Mặc dù cô ấy giúp đỡ người khác nhưng cô ấy thường xuyên bắt nạt No Ae-seol.[11]
- Kim Ki-hae [ko] vai Kim Chi-yeol, một học sinh của Lớp 3–2. Anh ấy sống nội tâm và không có ước mơ đặc biệt hay trường đại học mong muốn. Mặc dù có vẻ ngoài nhút nhát, nhưng đôi khi anh ấy vẫn đi đầu trong việc giải cứu bạn bè của mình. Anh ấy thích Lee Na-ra.[12]
- Kim Min-chul [ko] trong vai Do Soo-cheol, học sinh Lớp 3–2, thích Na-ra. Anh ấy là bạn thân với Im Woo-taek.[13]
- Kim So-hee trong vai Lee Soon-yi, học sinh Lớp 3–2 với tính cách rụt rè và mềm yếu.[14]
- Kim Su-gyeom trong vai Kwon Il-ha, một học sinh chuyên gây rối của Lớp 3–2, người muốn làm bất cứ điều gì mình muốn. Anh ta bắt nạt Jang Yeong-hun và sau đó là Kook Yeong-su.[15]
- Kim Jung-lan vai Park So-yoon, học sinh lớp 3–2.[16]
- Moon Sang-min trong vai Wang Tae-man, học sinh lớp 3–2.[10]
- Shin Myung-sung [ko] vai Im Woo-taek, học sinh Lớp 3–2, bạn thân của Do Soo-chul.[17]
- Shin Soo-hyun [ko] trong vai Cha So-yeon, học sinh Lớp 3–2. Cô thích trung đội trưởng Lee Chun-ho.[18]
- Shin Hye-ji trong vai Choi Yeon-ju, một học sinh của Lớp 3-2, người thể hiện sự thông minh bất ngờ giữa chiến tranh với tính cách tốt bụng và vị tha, người luôn âm thầm chăm sóc bạn bè của mình.[19]
- Ahn Da-eun vai Kim In-hye, học sinh lớp 3–2.[16]
- Ahn Do-gyu trong vai Kook Yeong-su, một học sinh Lớp 3–2, người hay gây xung đột với các bạn cùng lớp bằng vẻ ngoài ích kỷ luôn lo lắng cho sự an toàn của bản thân ngay cả trong thời điểm khủng hoảng, người luôn nghĩ rằng việc học là quan trọng nhất. Anh ấy bị bắt nạt bởi Kwon Il-ha.[20]
- Yeo Joo-ha [ko] trong vai Kim Yu-jeong, lớp trưởng của Lớp 3–2, người cố gắng đưa ra quyết định hợp lý ngay cả trong những tình huống khó khăn.[21]
- Oh Se-eun trong vai Hong Jun-hee, học sinh 'phàn nàn chuyên nghiệp' của Lớp 3–2, ích kỷ và bướng bỉnh, thường trở thành nhân tố gây căng thẳng trong cuộc chiến.[22]
- Woo Min-gyu trong vai Kim Duk-joong, một bậc thầy quân sự của Lớp 3–2 và là người thích ăn uống.[10]
- Yoon Jong-bin [ko] trong vai Jo Jang-soo, lớp phó của Lớp 3–2, là một người can đảm.[16]
- Lee Yeon trong vai No Ae-seol, một học sinh lớp 3–2 ít nói và thường xuyên bị bắt nạt bởi Yeon Bo-ra. Cô ấy làm nhiệm vụ chậm hơn và đôi khi làm mọi thứ rối tung lên.[23]
- Ji Min-hyuk trong vai Jo Hyeong-shin, học sinh Lớp 3–2, người có thể thoát khỏi khủng hoảng nhờ bình tĩnh và nhanh chóng nắm bắt tình hình.[24]
- Choi Moon-hee [ko] trong vai Lee Na-ra, một học sinh của Lớp 3–2, người ít nói và tỏ ra rất ngầu. Cô ấy hoàn thành xuất sắc nhiệm vụ của mình và là xạ thủ sắc bén của đội.
- Hong Sa-bin trong vai Woo Hee-rak, học sinh Lớp 3–2.[16]
- Hwang Se-in trong vai Yu Ha-na, học sinh Lớp 3–2. Cô ấy rụt rè và dễ khóc.[16]

### Vai phụ
- Im Se-mi trong vai Park Eun-young, giáo viên chủ nhiệm của Lớp 3–2, người ưu tiên sự an toàn của học sinh.[25]
- Noh Jong-hyun trong vai Jang Yeong-hun, một học sinh lớp 3–2 đang tập trung vào việc học và dường như không có hứng thú kết bạn. Anh ấy bị bắt nạt bởi Kwon Il-ha.[16]
- Lee Jung-Min trong vai Seo Ja-Yoon, người hướng dẫn trung đội của Lớp 3–2.[cần dẫn nguồn]

### Xuất hiện đặc biệt
- Park Jung-yeon trong vai Yoon-seo, một nữ sinh trung học sống sót.[26]
- Park Jin-soo trong vai Ji-min, một sinh viên sống sót.[cần dẫn nguồn]
- Yoo Jun trong vai Jae-won, một sinh viên sống sót.[cần dẫn nguồn]

## Sản xuất
Phim khởi quay vào tháng 8 năm 2021.
Vào tháng 2 năm 2023, dàn diễn viên và ngày phát hành của bộ phim đã được tiết lộ.

## Phát sóng
Vào ngày 8 tháng 3 năm 2023, đã có xác nhận rằng ba tập đầu tiên sẽ phát hành cùng lúc vào ngày 31.
Vào ngày 30 tháng 3 năm 2023, có thông báo rằng bộ phim được chia thành hai phần. Phần 1 (Tập 1–6), phát hành ngày 30 tháng 3 năm 2023. Phần 2 (Tập 7–10), phát hành ngày 21 tháng 4 năm 2023.